# Monochoria
Monochoria es un género de plantas acuáticas, perteneciente a la familia Pontederiaceae. Comprende siete especies originarias de las regiones tropicales de Sudáfrica, India al lejano oriente de Rusia y Australia.

## Especies
- Monochoria africana (Solms) N.E.Br. in D.Oliver & auct. suc. (eds.), Fl. Trop. Afr. 8: 5 (1901).
- Monochoria australasica Ridl., J. Straits Branch Roy. Asiat. Soc. 79: 100 (1918).
- Monochoria brevipetiolata Verdc., Kirkia 1: 81 (1961).
- Monochoria cyanea (F.Muell.) F.Muell., Fragm. 8: 44 (1872).
- Monochoria hastata (L.) Solms in A.L.P.P.de Candolle & A.C.P.de Candolle, Monogr. Phan. 4: 523 (1883).
- Monochoria korsakowii Regel & Maack, Mém. Acad. Imp. Sci. Saint Pétersbourg, Sér. 7, VII, 4(4): 155 (1861).
- Monochoria vaginalis (Burm.f.) C.Presl, Reliq. Haenk. 1: 128 (1827).